# Caunes-Minervois
Caunes-Minervois település Franciaországban, Aude megyében. Lakosainak száma 1571 fő (2022. január 1.). Caunes-Minervois Cabrespine, Citou, Laure-Minervois, Peyriac-Minervois, Trausse, Villeneuve-Minervois és Félines-Minervois községekkel határos.

## Népesség
A település népességének változása:
| Lakosok száma | 1681 | 1550 | 1527 | 1513 | 1672 | 1656 | 1654 | 1621 | 1601 | 1571 |
|               | 1968 | 1982 | 1990 | 2006 | 2013 | 2015 | 2017 | 2019 | 2020 | 2022 |